# Gmina Sadowie
Die Gmina Sadowie ist eine Landgemeinde im Powiat Opatowski der Woiwodschaft Heiligkreuz in Polen. Ihr Sitz ist das gleichnamige Dorf mit etwa 600 Einwohnern.

## Gliederung
Zur Landgemeinde (gmina wiejska) Sadowie gehören folgende Dörfer mit einem Schulzenamt:
Biskupice
Bogusławice
Bukowiany
Czerwona Góra
Grocholice
Jacentów
Łężyce
Małoszyce
Michałów
Niemienice
Obręczna
Okręglica
Porudzie
Ruszkowiec
Ruszków
Rżuchów
Sadowie
Szczucice
Truskolasy
Wszechświęte
Zochcin
Zwola
Weitere Orte der Gemeinde sind Bogusławice-Kolonia, Skarszyny und Zadole.